# Medalla Conmemorativa del 75.º Aniversario de la Liberación de la República de Bielorrusia de los Invasores Fascistas Alemanes
La Medalla Conmemorativa del 75.º Aniversario de la Liberación de la República de Bielorrusia de los Invasores Fascistas Alemanes (en bielorruso: Юбілейны медаль «75 год вызвалення Рэспублікі Беларусь ад нямецка-фашысцкіх захопнікаў») es una condecoración estatal de la República de Bielorrusia, establecida el 2 de abril de 2019 por el Decreto del Presidente de la República de Bielorrusia n.º 134 «Sobre el Establecimiento de la Medalla Conmemorativa del 75.º Aniversario de la Liberación de la República de Bielorrusia de los Invasores Fascistas Alemanes». Para conmemorar la liberación del territorio de Bielorrusia de la ocupación alemana.

## Criterios de concesión
La Medalla Conmemorativa del 75.º Aniversario de la Liberación de la República de Bielorrusia de los Invasores Fascistas Alemanes se otorga a:
- Veteranos de la Gran Guerra Patria;
- Exprisioneros de campos, prisiones, guetos y otros lugares de detención forzada fascistas, creados por los fascistas y sus aliados durante la Segunda Guerra Mundial;
- Ciudadanos extranjeros y apátridas que viven permanentemente fuera de la República de Bielorrusia y participaron directamente en la lucha por la liberación de Bielorrusia de los invasores fascistas alemanes durante la Gran Guerra Patria;
- Militares de las Fuerzas Armadas de Bielorrusia, otras tropas y formaciones militares, empleados de organismos estatales y otras personas que contribuyeron significativamente a la educación heroica y patriótica de los ciudadanos, perpetuando la memoria de los caídos, organizando eventos dedicados al 75.º aniversario de la liberación de Bielorrusia de los invasores fascistas alemanes.

La insignia de la medalla se lleva en el lado izquierdo del pecho y, en presencia de otras órdenes y medallas de Bielorrusia, se coloca justo después de la Medalla Conmemorativa del 70.º Aniversario de la Liberación de la República de Bielorrusia de los Invasores Fascistas Alemanes.

## Descripción
Es una medalla de latón plateada con forma circular de 33 mm de diámetro y con un borde elevado por ambos lados. Todos los elementos de la medalla están grabados.
En el anverso de la medalla, en el centro hay una imagen estilizada del obelisco de la ciudad heroica de Minsk. A la derecha del obelisco hay una figura femenina con una fanfarria, a la izquierda se encuentran grabados los números «1944» y «2019» superpuestos uno debajo del otro. Entre los números hay una línea recta. En la parte superior a lo largo de la circunferencia de la medalla está la inscripción «HAZAÑA DEL PUEBLO INMORTAL» (en bielorruso,«ПОДЗВІГ НАРОДА НЕСМЯРОТНЫ»), en la parte inferior hay ocho bloques inclinados en forma de rayos divergentes, debajo de los cuales hay una escalera con una cuerda de arco. Sobre la escalera se superpone una estrella roja facetada de cinco puntas, de la que parten ramas de laurel.
En el reverso de la medalla en el centro está la inscripción «75 AÑOS DE LA LIBERACIÓN DE LOS OCUPANTES FASCISTAS ALEMANES» en seis líneas. En la parte superior del reverso del círculo está la inscripción «República de Bielorrusia» (en bielorruso, «Рэспубліка Беларусь»), en el círculo inferior hay una corona de laurel envuelta con una cinta.
La medalla está conectada con un ojal y un anillo a un bloque pentagonal cubierto con una cinta muaré de seda bordada de 24 mm de ancho con dos franjas idénticas. La franja izquierda tiene los colores de la Orden de la Guerra Patria de 1.er grado, la derecha tiene los colores de la Medalla al Partisano de la Guerra Patria de 1.er grado. En el reverso de la almohadilla hay un pasador para sujetar la medalla a la ropa.